# Клементьєв Василь Михайлович
Василь Михайлович Клементьєв (березень 1894, місто Санкт-Петербург, тепер Російська Федерація — 1946, місто Москва, тепер Російська Федерація) — радянський партійний діяч, секретар Воронезького губернського комітету РКП(б), помічник Лазаря Кагановича, завідувач секретного відділу ЦК КП(б)У. Член ВЦВК.

## Життєпис
Народився в родині прачки. У 1905 році закінчив міське початкове училище в Санкт-Петербурзі.
У 1905—1912 роках — хлопчик-розсильний електростанції і будівельної контори інженера Смирнова в Санкт-Петербурзі. У 1912—1914 роках — конторський учень Торгово-промислового банку в Санкт-Петербурзі.
У серпні 1914 — січні 1916 року — рядовий 266-го Порєченського піхотного полку російської імператорської армії.
У січні 1916 — лютому 1917 року — переписувач відділу земельних покращень Міністерства землеробства Російської імперії в Петрограді.
З лютого по серпень 1917 року — помічник бухгалтера пошукової партії в Ташкенті.
У вересні — листопаді 1917 року — конторник Балтійського суднобудівного заводу в Петрограді.
У листопаді 1917 — травні 1918 року — діловод Народного комісаріату пошт і телеграфів Російської РФСР у Петрограді.
У травні 1918 — лютому 1919 року — виборний взводний командир 31-го Єлецького залізничного полку РСЧА.
Член РКП(б) з вересня 1918 року.
У лютому — вересні 1919 року — секретар Касторенського волосного комітету РКП(б) Землянського повіту Воронезької губернії.
З вересня по листопад 1919 року — боєць комуністичного загону Північно-Західного районного губернського революційного комітету Задонського повіту Воронезької губернії.
У листопаді 1919 — січні 1920 року — секретар Воронезького губернського революційного трибуналу. З січня по березень 1920 року важко хворів, лікувався в госпіталі в Москві.
У березні — червні 1920 року — завідувач загального відділу і секретар Воронезького губернського комітету РКП(б).
У червні 1920 — березні 1921 року — керуючий справами Народного комісаріату робітничо-селянської інспекції Туркестанської АРСР у місті Ташкенті.
З березня по червень 1921 року — начальник економічного відділу Воронезької губернської надзвичайної комісії (губЧК).
У червні 1921 — серпні 1922 року — технічний секретар Середазбюро ЦК РКП(б) в місті Ташкенті.
У вересні 1922 — червні 1923 року — відповідальний секретар Владимирського повітового комітету РКП(б).
У червні 1923 — липні 1924 року — технічний секретар організаціно-розподільного відділу ЦК РКП(б).
У липні 1924 — липні 1926 року — помічник секретаря ЦК РКП(б).
У липні 1926 — червні 1927 року — завідувач секретного відділу ЦК КП(б)У та 1-й помічник секретаря ЦК КП(б)У Лазаря Кагановича.
У липні 1927 — вересні 1928 року — член правління Владимирського державного бавовняного тресту.
У жовтні 1928 — вересні 1929 року — начальник кадрів Спілки спілок сільськогосподарської кооперації в Москві.
У вересні 1929 — червні 1932 року — студент Промислової академії імені Сталіна в Москві.
У червні 1932 — травні 1934 року — завідувач секретного відділу Московського комітету ВКП(б).
У травні 1934 — березні 1935 року — помічник секретаря ЦК ВКП(б) Лазаря Кагановича.
У березні 1935 — серпні 1937 року — начальник секретаріату і секретар народного комісара шляхів сполучення СРСР Лазаря Кагановича.
У вересні 1937 — січні 1939 року — завідувач секретаріату народного комісара важкої промисловості СРСР Лазаря Кагановича.
З січня по жовтень 1939 року — начальник контрольно-інспекторської групи, член колегії Народного комісаріату паливної промисловості СРСР.
У жовтні 1939 — серпні 1940 року — начальник секретаріату народного комісара шляхів сполучення СРСР Лазаря Кагановича.
У серпні 1940 — квітні 1941 року — заступник, у квітні 1941 — травні 1943 року — 1-й заступник народного комісара промисловості будівельних матеріалів Російської РФСР та член колегії Народного комісаріату промисловості будівельних матеріалів РРФСР.
З травня по липень 1943 року — головний контролер Народного комісаріату державного контролю СРСР по Народному комісаріаті промисловості будівельних матеріалів СРСР.
У липні 1943 — січні 1945 року — начальник секретаріату народного комісара шляхів сполучення СРСР Лазаря Кагановича.
Партійні документи погашені у вересні 1946 року як на померлого.

## Нагороди
- орден «Знак Пошани» (4.04.1936)